# ATC kód G01
ATC kód G01 Gynekologika, antiinfektiva a antiseptika je hlavní terapeutická skupina anatomické skupiny G. Urogenitální systém a pohlavní hormony.

## G01A Antiinfektiva a antiseptika, kromě kombinací s kortikosteroidy

### G01AA Antibiotika
G01AA02 Natamycin
G01AA10 Klindamycin
G01AA51 Nystatin, kombinace

### G01AF Imidazolové deriváty
G01AF01 Metronidazol
G01AF02 Klotrimazol
G01AF05 Ekonazol
G01AF12 Fentikonazol
G01AF20 Kombinace imidazolových derivátů

### G01AX Jiná antiinfektiva a antiseptika
G01AX03 Polykresulen
G01AX05 Nifuratel
G01AX11 Polyvidon-jód
G01AX12 Ciklopirox
G01AX14 Laktobacillus fermentum

## Poznámka
- Registrované léčivé přípravky na území České republiky.
- Informační zdroj: Státní ústav pro kontrolu léčiv, Všeobecná zdravotní pojišťovna.